# Čchin Kang
Čchin Kang (čínsky pchin-jinem Qín Gāng, znaky 秦刚; * 19. března 1966 Tchien-ťin) je čínský diplomat a politik, od března 2023 státní poradce v Li Čchiangově vládě. Od prosince 2022 do července 2023 byl také ministrem zahraničních věcí Čínské lidové republiky. Je členem 20. ústředního výboru KS Číny. Předtím v letech 2021–2023 působil jako velvyslanec Číny ve Spojených státech amerických, v letech 2018–2021 jako náměstek ministra zahraničních věcí, v letech 2015–2018 jako ředitel protokolu ministerstva zahraničních věcí a v letech 2011–2015 jako ředitel odboru informací ministerstva zahraničních věcí.

## Mládí a vzdělání
Čchin Kang se narodil 19. března 1966 v Tchien-ťinu v provincii Che-pej.
V roce 1984 nastoupil na Univerzitu mezinárodních vztahů a v roce 1988 získal bakalářský titul v oboru mezinárodní vztahy.

## Kariéra

### Velvyslanec ve Spojených státech amerických
V červenci 2021 se Čchin Kang stal na základě rozhodnutí Stálého výboru Všečínského shromáždění lidových zástupců velvyslancem Číny ve Spojených státech amerických. Ve funkci nahradil Cchueje Tchien-kchaje.
V lednu 2022 v rozhovoru pro National Public Radio označil genocidu Ujgurů za „výmysly, lži a dezinformace“.
V srpnu 2022 označil návštěvu Nancy Pelosi na Tchaj-wanu v roce 2022 za „frašku“ a „totální politickou provokaci“.

### Ministr zahraničních věcí a státní poradce
Čchin Kang byl 30. prosince 2022 jmenován ministrem zahraničních věcí. Čchin Kang vystřídal ve funkci Wanga I, který byl předčasně povýšen do Politbyra ústředního výboru KS Číny a jmenován ředitelem kanceláře Komise pro zahraniční věcí ústředního výboru KS Číny. Dne 2. ledna 2023 se vrátil zpět do Číny a 5. ledna byl oficiálně odvolán z funkce velvyslance v USA.
Dne 15. ledna 2023 byl zvolen Státním poradcem.
25. července 2023 byl rozhodnutím stálého výboru Všečínského shromáždění lidových zástupců odvolán z funkce ministra zahraničních věcí ČLR. Jeho nástupcem byl jmenován Wang I.
Čchin Kang se naposledy objevil na veřejnosti 25. června 2023, když vedl rozhovory se svými partnery z Ruska, Vietnamu a Šrí Lanky. Podle nepotvrzených zvěstí měl zemřít koncem července ve vojenské nemocnici v Pekingu, snad na následky sebevražedného pokusu či snad na následky mučení.

## Osobní život
Čchin Kang je ženatý s Lin Jen a mají spolu syna.